# SN 1968W
SN 1968W – supernowa odkryta 24 marca 1968 roku w galaktyce NGC 2276. W momencie odkrycia miała maksymalną jasność 16,60m.